# 名為你的神話／Goodbye Seven Seas
「名為你的神話／Goodbye Seven Seas」（日語：君という神話／Goodbye Seven Seas）是麻枝准與歌手的合作單曲，於2020年10月28日正式發行。

## 概要
「名為你的神話／Goodbye Seven Seas」是麻枝准與歌手相隔8年後，再次推出的合作作品。
本作品設初回限定盤（KSLA-0176）和通常盤（KSLA-0177）兩種版本。初回限定盤包含動畫《成神之日》之片頭及片尾無字幕動畫。
「名為你的神話」為動畫《成神之日》的片頭曲，而「Goodbye Seven Seas」則為同作的片尾曲。
本單曲於首週奪得oricon週榜第15位，「Goodbye Seven Seas」亦一度登上Billboard Japan Hot Animation的第七位。

## 收錄曲目
| CD   | CD                                | CD   |
| 曲序 | 曲目                              | 时长 |
| ---- | --------------------------------- | ---- |
| 1.   | 名為你的神話（君という神話）                  | 4:45 |
| 2.   | Goodbye Seven Seas                | 5:12 |
| 3.   | 名為你的神話 -Instrumental-       | 4:45 |
| 4.   | Goodbye Seven Seas -Instrumental- | 5:13 |

## 外部連結
- やなぎなぎ官方網站（页面存档备份，存于） （日語）
- TV動畫「神様になった日」公式網站（页面存档备份，存于） （日語）